# 紫錐花屬
紫錐花屬（Echinacea；發音： /ˌɛkɪˈneɪʃiə/），又名紫錐菊屬或松果菊屬，是一種菊科的草本開花植物。原生於北美洲中部及東部，有部份品種現時受到保護。
紫錐花主要分佈於北美及歐洲，它含有菊苣酸、多醣體及烷醯胺（alkylamide）等成份，是一種免疫興奮劑，能提昇淋巴球的活性，增加腫瘤壞死因子（TNF）的釋出，與促進干擾素的生成。
有消毒抗菌、抗病毒作用，可促進人體免疫系統，適合用於被病毒感染初期，預防或治療感冒及促進傷口癒合。對治療過敏、疝氣和其他傳染性疾病有幫助，也是印第安人治蟲蛇咬傷的良藥。紫錐菊茶和酊劑在流感季節特別受歡迎。
由於紫錐花的花粉具有豐富的營養，許多商家會把紫錐花粉製成各式各樣的健康食品，甚至是奶粉。其萃取物目前已為醫學界廣泛使用。

## 相關
- 紫錐花運動是中華民國行政院所發起的一項反毒運動，希望藉由紫錐花抗毒的意象，呼籲青少年成為解毒青年，自己能拒絕毒品也能規勸親友拒絕毒品，由校園推向社會，由國內推向國際。